# Хенли, Адам
Адам Дэвид Хенли (англ. Adam David Henley; 14 июня 1994, Ноксвилл, Теннесси, США) — валлийский футболист, защитник клуба «Чорли». Выступал за сборную Уэльса.
Адам родился в семье американца и валлийки в США. Когда ему было два года семья переехала в Англию.

## Клубная карьера
Хенли — воспитанник английского клуба «Блэкберн Роверс». 19 ноября 2011 года в матче против «Уиган Атлетик» он дебютировал в английской Премьер-лиге, заменив во втором тайме Мичела Сальгадо. по итогам сезона команда вылетела в Чемпионшип. В начале 2015 года в поединке против «Шеффилд Уэнсдей» Адам забил свой первый гол за «Блэкберн Роверс». По окончании сезона 2016/17 Хенли покинул «Роверс» в связи с истечением срока контракта.
9 января 2018 года Хенли подписал контракт с клубом MLS «Реал Солт-Лейк». В североамериканской лиге он дебютировал 7 апреля в матче против «Ванкувер Уайткэпс», выйдя на замену на 13-й минуте вместо получившего травму Демара Филлипса. 27 мая 2019 года Хенли расторг контракт с «Реал Солт-Лейк» по взаимному согласию сторон.
14 июня 2019 года Хенли подписал однолетний контракт с клубом английской Лиги два «Брэдфорд Сити». По окончании сезона 2019/20 он покинул «петухов» в связи с истечением срока контракта.
20 ноября 2020 года Хенли подписал контракт с клубом Северной Национальной лиги «Чорли».

## Международная карьера
У Хенли была возможность выступать на национальном уровне за Англию, Уэльс или США, и он выбрал родину матери. 13 ноября 2015 года в товарищеском матче против сборной Нидерландов Адам дебютировал за сборную Уэльса, заменив во втором тайме Криса Гантера.